# NBA Sixth Man of the Year Award
Le trophée du NBA Sixth Man of the Year, décerné par la National Basketball Association (NBA), récompense le meilleur joueur de la saison régulière à avoir commencé plus de matchs sur le banc que dans le cinq majeur, depuis la saison 1982-1983. Le vainqueur, communément appelé sixième homme est désigné par un panel de journalistes américains et canadiens. Il est renommé en 2022 au nom de John Havlicek.
Chaque juge vote pour la première, la deuxième et la troisième place. Chaque vote pour la première place vaut cinq points, chaque vote pour la seconde place vaut trois points et chaque vote pour la troisième place vaut un point. Le joueur avec le total de points le plus élevé, indépendamment du nombre de votes de première place, remporte la distinction. Pour être admissible au titre, un joueur doit débuter plus souvent un match sur le banc que d'être titulaire. Jason Terry est le joueur ayant enregistré la plus grande moyenne de minutes jouées que n’importe quel sixième homme dans une saison primée, puisqu'il termine l’année avec une moyenne de 33,7 minutes jouées par match avec les Mavericks de Dallas.
Jamal Crawford et Lou Williams sont les deux seuls triples vainqueurs du titre. Kevin McHale, Ricky Pierce et Detlef Schrempf ont remporté le titre à deux reprises. Bobby Jones a été le premier lauréat du titre pour la saison 1982-1983.
Jones, McHale, Toni Kukoč, Bill Walton et Manu Ginóbili sont les seuls joueurs introduits au Basketball Hall of Fame qui ont remporté la distinction. Walton, avec James Harden, sont les seuls vainqueurs à avoir remporté le titre de NBA Most Valuable Player au cours de leur carrière, en plus de celui de sixième homme. Ginóbili est le seul lauréat à avoir été nommé dans une All-NBA Team au cours de la même saison.
Ginóbili, Schrempf, Leandro Barbosa, Kukoč et Ben Gordon sont les seuls lauréats non-nés aux États-Unis. Gordon est le premier joueur à gagner le titre en tant que rookie.
Depuis sa création, le titre a été décerné à 32 joueurs différents. Le plus récent vainqueur est Payton Pritchard.

## Palmarès

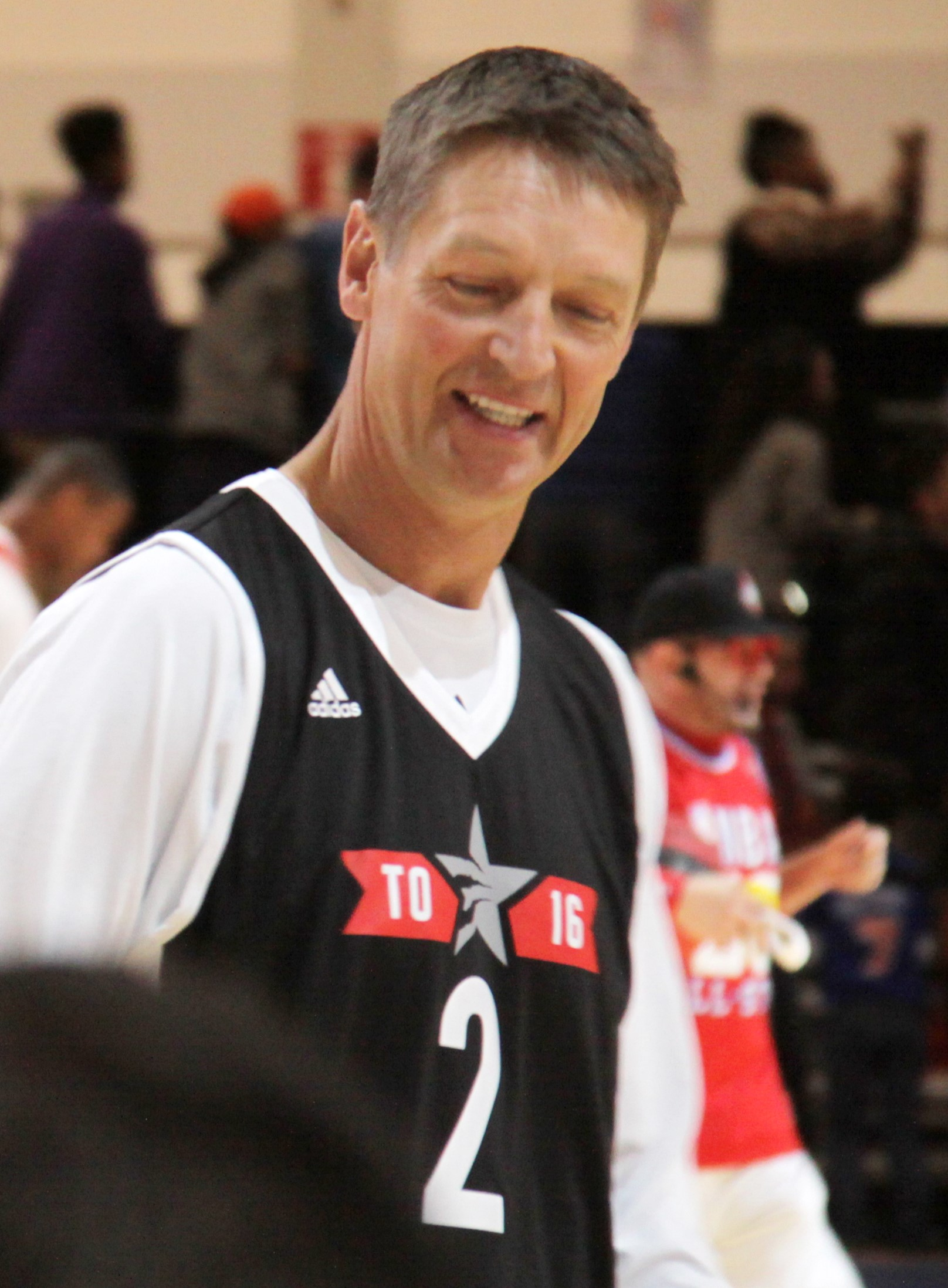
Detlef Schrempf est le premier joueur international à recevoir le titre, et l'a remporté à deux reprises.

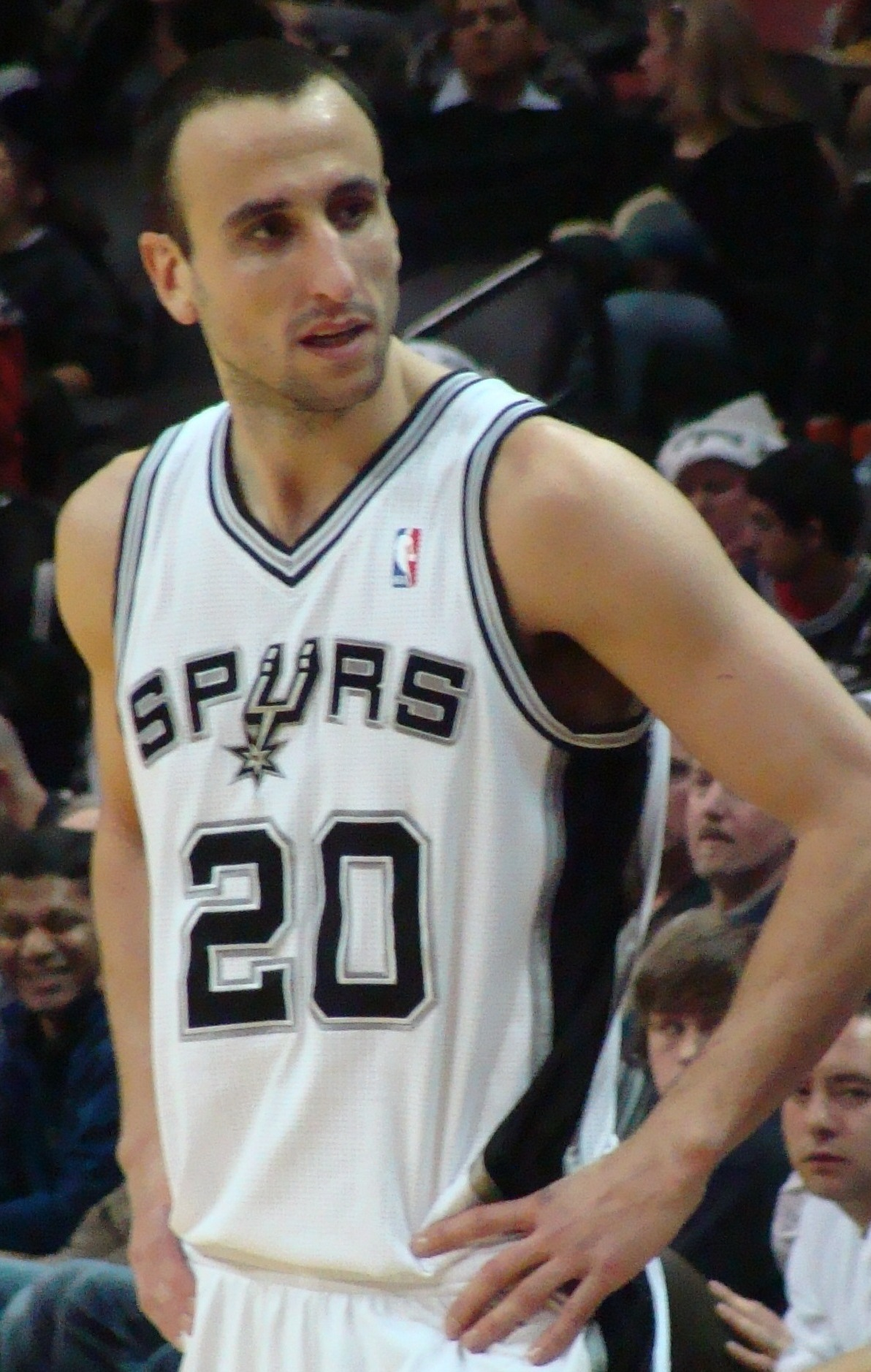
Manu Ginóbili a remporté le titre au cours de la saison 2007-2008.

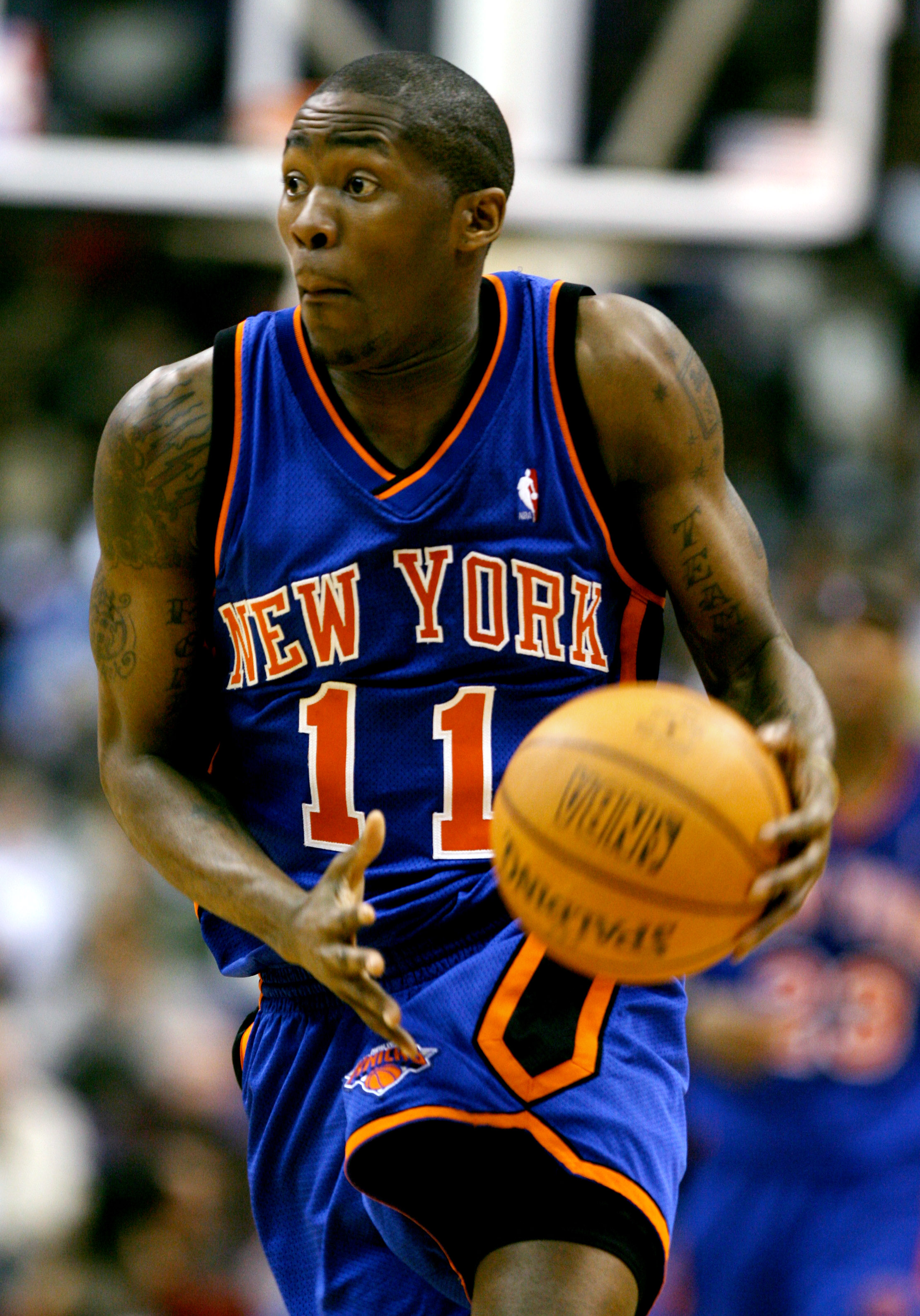
Jamal Crawford a remporté le titre à trois reprises, record co-détenu.

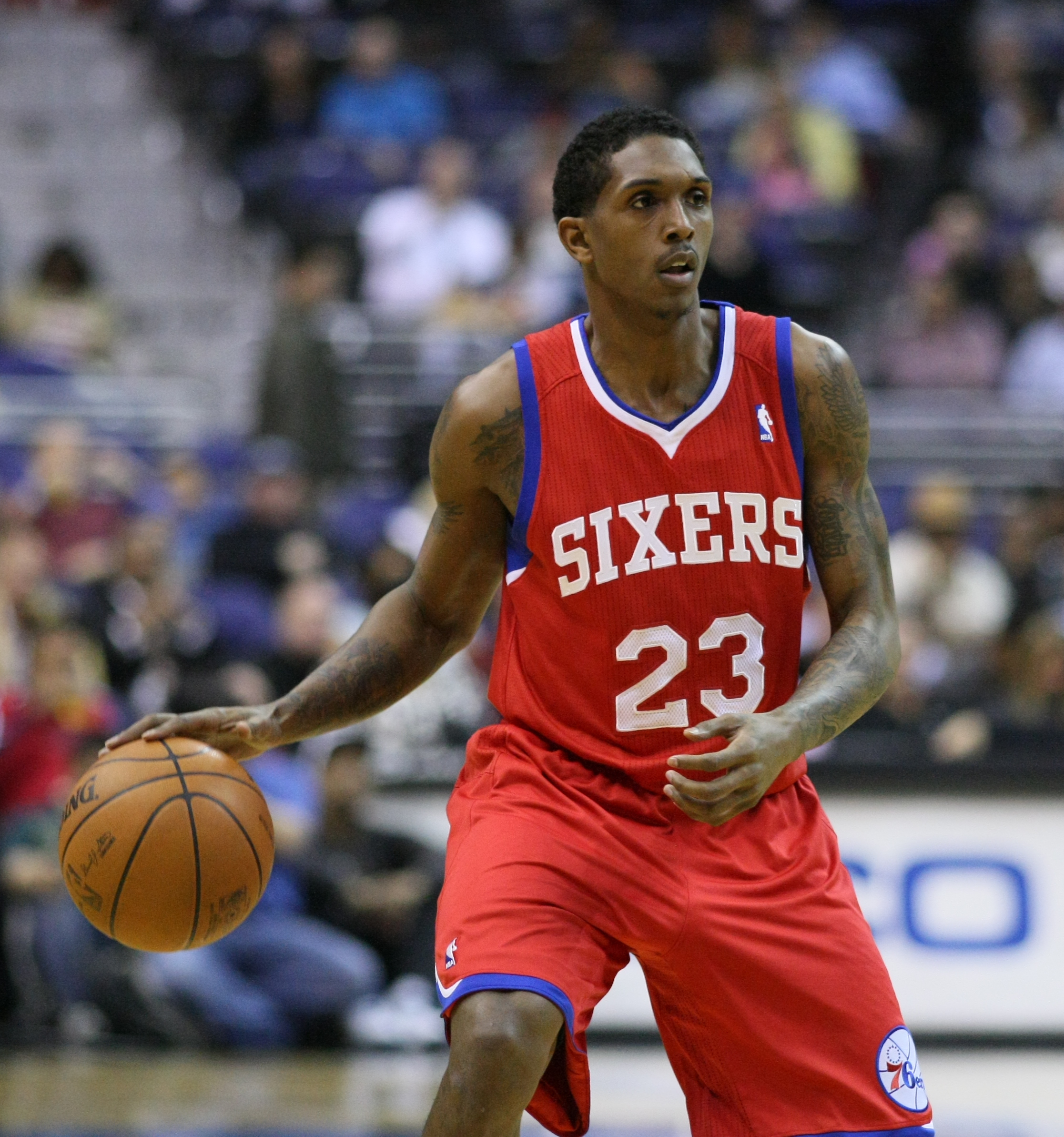
Lou Williams a également remporté le titre à trois reprises.

|            | Joueur étant toujours en activité à la NBA.                              |
|            | Joueur introduit au Basketball Hall of Fame.                             |
| Joueur (X) | Indique le nombre de fois où le joueur à remporté le trophée.            |
| Équipe (X) | Indique le nombre de fois où l'équipe possède le meilleur sixième homme. |

| Saison    | Joueur              | Position    | Nationalité            | Équipe                      |
| --------- | ------------------- | ----------- | ---------------------- | --------------------------- |
| 1982-1983 | Bobby Jones         | Ailier fort | Américaine             | 76ers de Philadelphie       |
| 1983-1984 | Kevin McHale        | Ailier fort | Américaine             | Celtics de Boston           |
| 1984-1985 | Kevin McHale (2)    | Ailier fort | Américaine             | Celtics de Boston (2)       |
| 1985-1986 | Bill Walton         | Pivot       | Américaine             | Celtics de Boston (3)       |
| 1986-1987 | Ricky Pierce        | Arrière     | Américaine             | Bucks de Milwaukee          |
| 1987-1988 | Roy Tarpley         | Ailier fort | Américaine             | Mavericks de Dallas         |
| 1988-1989 | Eddie Johnson       | Ailier      | Américaine             | Suns de Phoenix             |
| 1989-1990 | Ricky Pierce (2)    | Arrière     | Américaine             | Bucks de Milwaukee (2)      |
| 1990-1991 | Detlef Schrempf     | Ailier fort | Allemande              | Pacers de l'Indiana         |
| 1991-1992 | Detlef Schrempf (2) | Ailier fort | Allemande              | Pacers de l'Indiana (2)     |
| 1992-1993 | Cliff Robinson      | Ailier fort | Américaine             | Trail Blazers de Portland   |
| 1993-1994 | Dell Curry          | Arrière     | Américaine             | Hornets de Charlotte        |
| 1994-1995 | Anthony Mason       | Ailier fort | Américaine             | Knicks de New York          |
| 1995-1996 | Toni Kukoč          | Ailier      | Croate                 | Bulls de Chicago            |
| 1996-1997 | John Starks         | Arrière     | Américaine             | Knicks de New York (2)      |
| 1997-1998 | Danny Manning       | Ailier fort | Américaine             | Suns de Phoenix (2)         |
| 1998-1999 | Darrell Armstrong   | Meneur      | Américaine             | Magic d'Orlando             |
| 1999-2000 | Rodney Rogers       | Ailier fort | Américaine             | Suns de Phoenix (2)         |
| 2000-2001 | Aaron McKie         | Arrière     | Américaine             | 76ers de Philadelphie (2)   |
| 2001-2002 | Corliss Williamson  | Ailier      | Américaine             | Pistons de Détroit          |
| 2002-2003 | Bobby Jackson       | Meneur      | Américaine             | Kings de Sacramento         |
| 2003-2004 | Antawn Jamison      | Ailier      | Américaine             | Mavericks de Dallas (2)     |
| 2004-2005 | Ben Gordon          | Arrière     | Britannique Américaine | Bulls de Chicago (2)        |
| 2005-2006 | Mike Miller         | Arrière     | Américaine             | Grizzlies de Memphis        |
| 2006-2007 | Leandro Barbosa     | Arrière     | Brésilienne            | Suns de Phoenix (4)         |
| 2007-2008 | Manu Ginóbili       | Arrière     | Argentin               | Spurs de San Antonio        |
| 2008-2009 | Jason Terry         | Arrière     | Américaine             | Mavericks de Dallas (3)     |
| 2009-2010 | Jamal Crawford      | Arrière     | Américaine             | Hawks d'Atlanta             |
| 2010-2011 | Lamar Odom          | Ailier fort | Américaine             | Lakers de Los Angeles       |
| 2011-2012 | James Harden        | Arrière     | Américaine             | Thunder d'Oklahoma City     |
| 2012-2013 | J. R. Smith         | Arrière     | Américaine             | Knicks de New York (3)      |
| 2013-2014 | Jamal Crawford (2)  | Arrière     | Américaine             | Clippers de Los Angeles     |
| 2014-2015 | Lou Williams        | Arrière     | Américaine             | Raptors de Toronto          |
| 2015-2016 | Jamal Crawford (3)  | Arrière     | Américaine             | Clippers de Los Angeles (2) |
| 2016-2017 | Eric Gordon         | Arrière     | Américaine             | Rockets de Houston          |
| 2017-2018 | Lou Williams (2)    | Arrière     | Américaine             | Clippers de Los Angeles (3) |
| 2018-2019 | Lou Williams (3)    | Arrière     | Américaine             | Clippers de Los Angeles (4) |
| 2019-2020 | Montrezl Harrell    | Ailier fort | Américaine             | Clippers de Los Angeles (5) |
| 2020-2021 | Jordan Clarkson     | Arrière     | Philippin Américaine   | Jazz de l'Utah              |
| 2021-2022 | Tyler Herro         | Arrière     | Américaine             | Heat de Miami               |
| 2022-2023 | Malcolm Brogdon     | Meneur      | Américaine             | Celtics de Boston (4)       |
| 2023-2024 | Naz Reid            | Ailier fort | Américaine             | Timberwolves du Minnesota   |
| 2024-2025 | Payton Pritchard    | Meneur      | Américaine             | Celtics de Boston (5)       |